# Motor de pistões opostos
Um exemplo de motor de pistões opostos.

1. Admissão de ar-combustível.

2. Compressor.

3. Coletor de admissão.

4. Válvula limitadora de pressão.

5. Cambota de saída (Funciona com um atraso de 20.º em relação à outra, para alcançar um diagrama de controlo assimétrico).

6. Cambota de entrada.

7. Cilindro com os orifícios de admissão e exaustão.

8. Coletor de exaustão.

9. Camisa de arrefecimento.

10. Vela.

Disponivel também com animação (587 kB), e em perspectiva.
O motor de pistões opostos é uma configuração de motores de combustão interna, onde dois pistões estão alojados no interior de cada cilindro, transmitindo a força a dois virabrequins, situados nas extremidades do(s) cilindro(s). A disposição dos cilindros pode ser horizontal com os virabrequins situados nas laterais, ou vertical com um virabrequim localizado no cárter e outro localizado na parte de cima do motor, na posição que se encontra o cabeçote nos motores em linha.
Esta configuração de motor é frequentemente encontrada em motores de dois tempos a diesel. Dentre os principais exemplos estão os Napier Deltic britânicos amplamente usados em aplicações navais e ferroviárias, o Commer TS3 popularmente conhecido como "Knocker" que foi usado em caminhões e ônibus além de aplicações estacionárias/industriais e náuticas, e o Fairbanks Morse Model 38 que ainda é usado como backup em alguns submarinos nucleares da Marinha dos Estados Unidos. Também houve alguns motores Diesel de pistões opostos em aviões alemães do período entre-guerras, como o Junkers Ju 86 equipado com o motor Junkers Jumo 205.
O maior emprego de motores de pistões opostos se deu em locomotivas. A fabricante Faibanks-Morse introduziu este motor em toda sua gama de locomotivas diesel-elétricas.